# アナンムシオイガイ
アナンムシオイガイは、徳島県阿南市で発見された新種のカタツムリである。
直径は約3.5 mmで、全世界で阿南市の石灰岩地帯の一部約2km圏内でしか見つからなかったためアナンムシオイガイと名付けられた。2013年1月22日発行の日本貝類学会の学会誌『VENUS』に掲載された。
1971年に発見されたときはクチキレムシオイガイ属カタツムリの変種とされたが、2005年に再度電子顕微鏡による観察やDNA鑑定により新種であることが判明した。